# Represión política en España

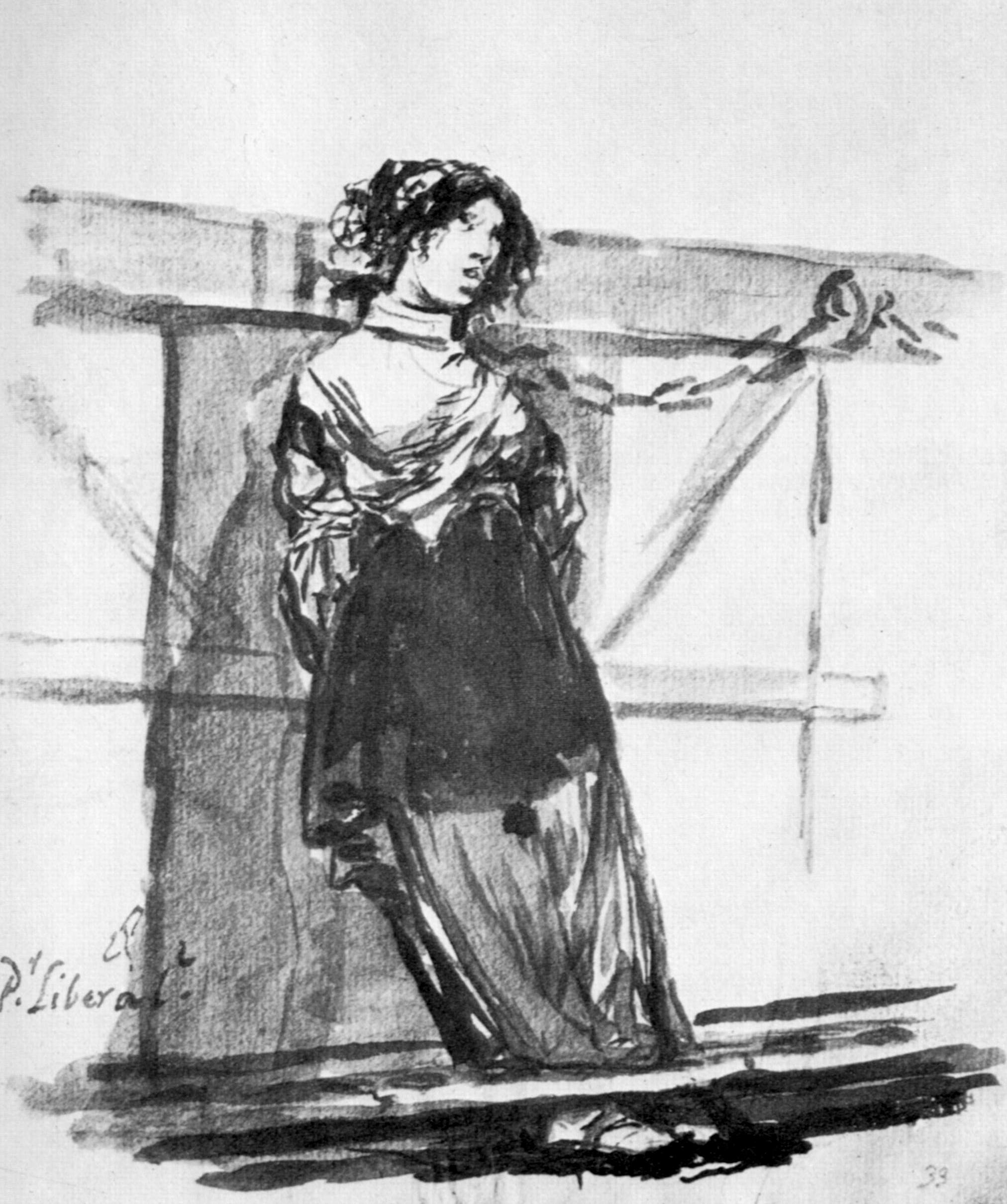
Por liberal, dibujo de Francisco de Goya (de fecha incierta, entre 1803 y 1824).

La represión política y social es la negación de la libertad de realizar actividades políticas y sociales a una población por parte de las autoridades públicas. Habitualmente se ve acompañada por violencia, tanto legal como informal. La fuerza del ejemplo de quien sufre esa violencia hace que, por temor, el resto de la sociedad se reprima a sí misma en el ejercicio de la libertad, que queda así anulada para todos, excepto para el poder y para aquellos en cuyo beneficio se realiza la represión.

## Historia

### Reinado de Fernando VII (1814–1833)
Restringiéndonos a la Edad Contemporánea (pues no es usual hablar de represión política antes de que se implante, al menos como ideal, el principio de respeto al ejercicio de las libertades con un texto como la Constitución de Cádiz de 1812), el final de la Guerra de la Independencia (que no dejaba de ser un ejemplo de intolerancia política) marcó el comienzo de una feroz represión por parte de Fernando VII a los liberales gaditanos, que se volvió a repetir (tras el paréntesis del trienio liberal) durante la década ominosa (1823-1833).

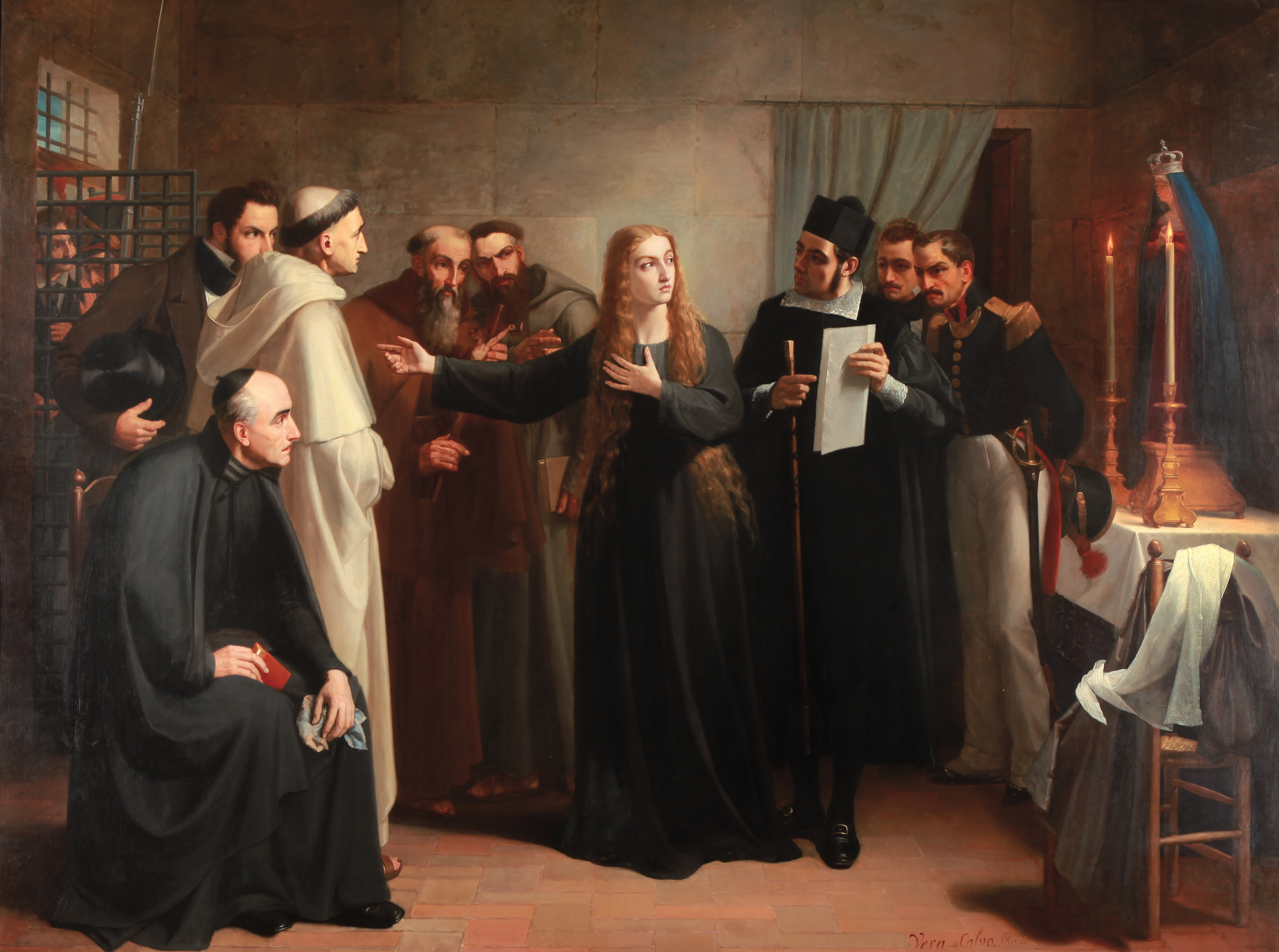
Mariana Pineda en capilla del pintor Juan Antonio Vera Calvo en 1862, Congreso de los Diputados.

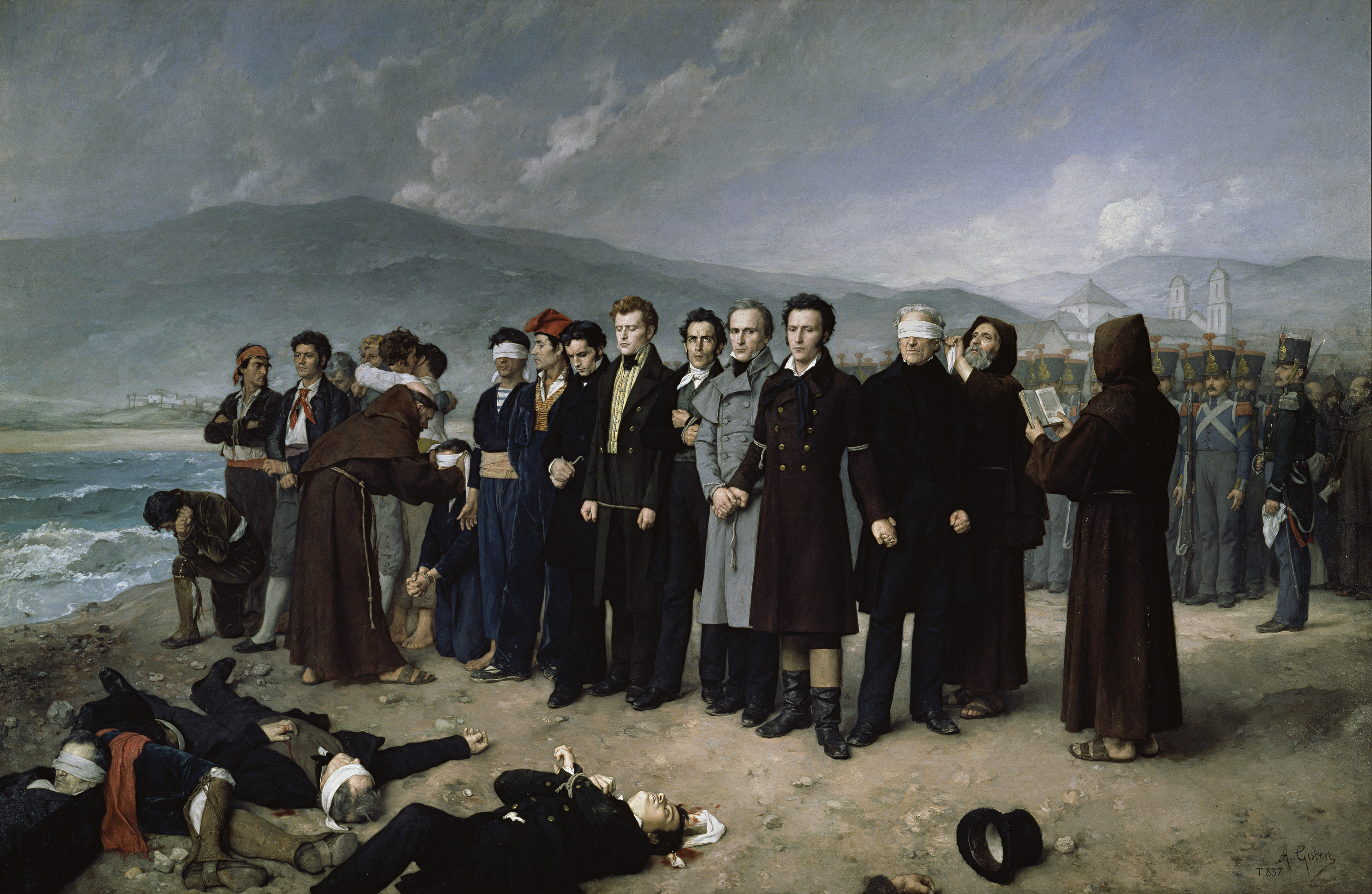
Fusilamiento de Torrijos y sus compañeros en las playas de Málaga en 1831, célebre pintura de historia de Antonio Gisbert.

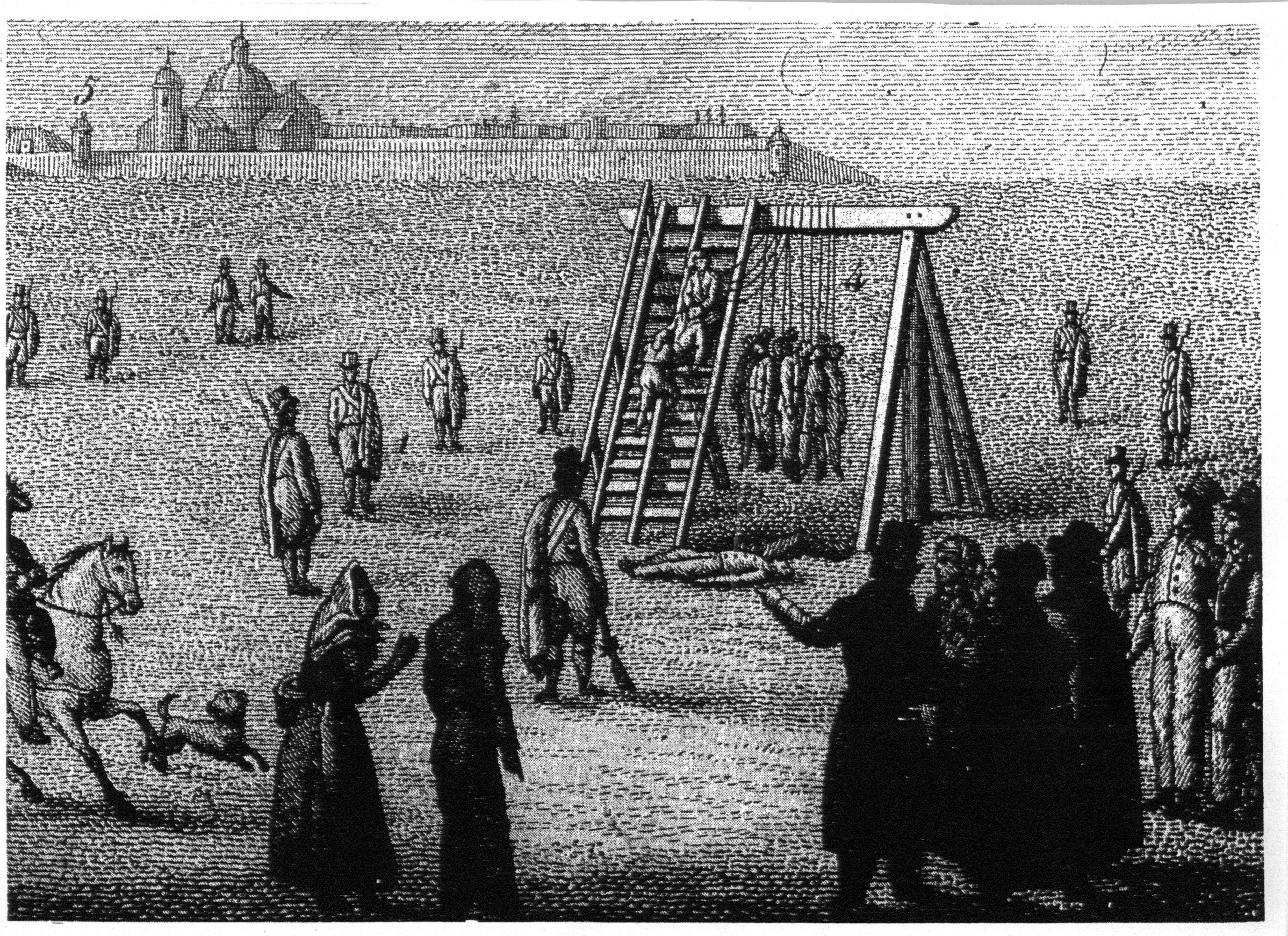
Represión de liberales en Barcelona bajo la supervisión de Carlos de España, apodado El tigre de Cataluña por la fiereza de su régimen de terror tras el fin del Trienio Liberal.

Podemos considerar esa época como el comienzo de las formas contemporáneas de represión política, pues incluso desaparece el instrumento tradicional que había sido la Inquisición en beneficio de en policía creada en 1824; y surgen otras figuras asociadas a la represión: los mártires románticos (Rafael de Riego o, sobre todo, Mariana Pineda) y el exilio.

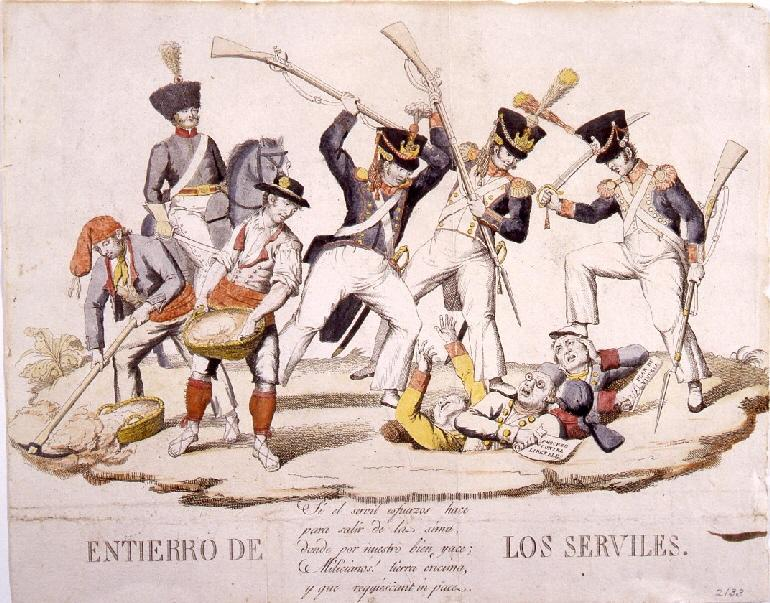
Entierro de los serviles (1821), estampa liberal del Trienio Constitucional que llama a la represión contra los absolutistas (entonces llamados serviles).

### Reinado de Isabel II (1833–1868)
La vuelta de los liberales (desde la amnistía de 1830) y su acceso al gobierno con Isabel II no significó que se establecieran todas las libertades en España. Las mismas constituciones, desde el Estatuto Real, que no es más que una Carta Otorgada, fueron incluso un retroceso frente a las definiciones clásicas de la Constitución de Cádiz. No obstante, comienzan a ser operativas con limitaciones la libertad religiosa (el testimonio de George Borrow que hizo propaganda protestante, quedó reflejado en su impagable libro de viajes La Biblia en España); la libertad de prensa (florecieron cientos de publicaciones periódicas, sometidas a una oscilante censura); la libertad de asociación para los partidos políticos, pero no para los sindicatos, atentatorios contra la libertad económica, la realmente buscada a través de los cambios en el derecho de propiedad (desvinculación, desamortización eclesiástica y civil).

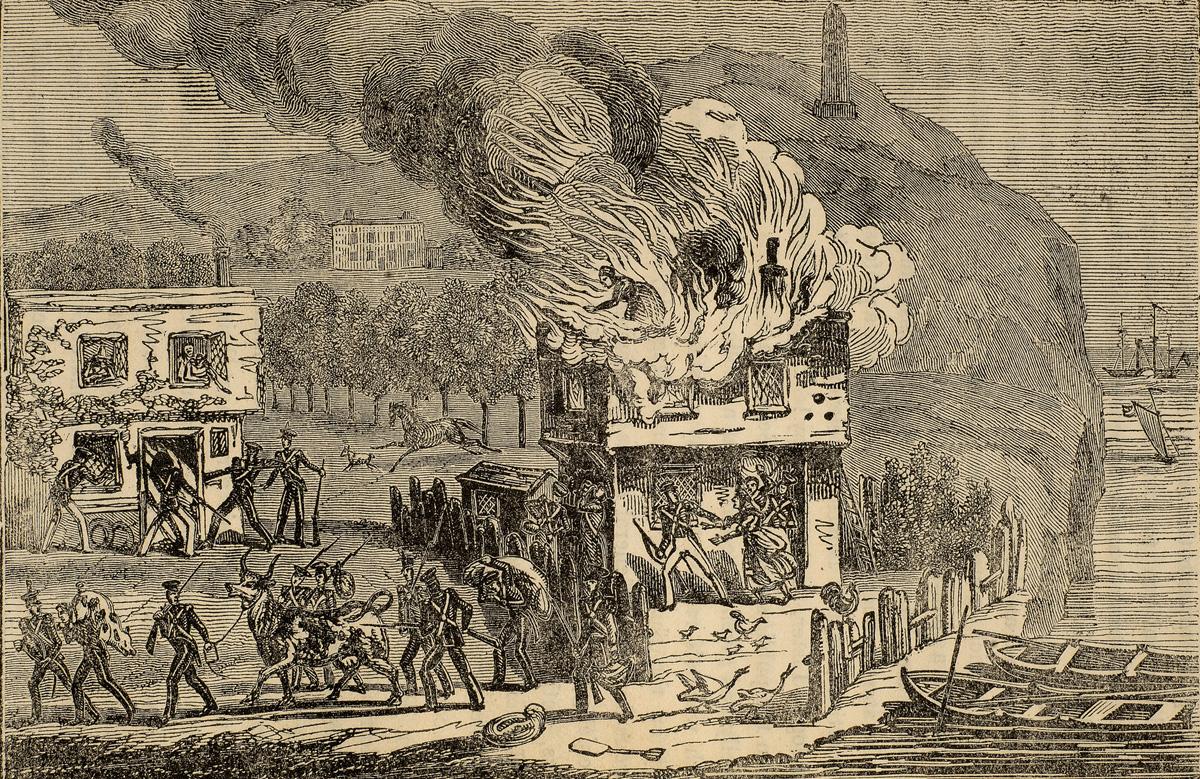
Soldados británicos quemando las viviendas y graneros de simpatizantes carlistas durante la Primera Guerra Carlista (1836).

La Primera Guerra Carlista marcó el periodo con una violencia política generalizada, a veces con represalias salvajes a simples parientes y convecinos de los enemigos (caso de la comarca de el Maestrazgo) o uso de medios extraordinarios para acabar con una sublevación, como el bombardeo de Barcelona en 1842 (se atribuye a Espartero la frase Para gobernar España hay que bombardear Barcelona cada cincuenta años). También aparece un nuevo tipo de estallido social, ligado a la descristianización, con la quema de conventos (matanza de frailes en Madrid de 1834 y motines anticlericales de 1835). 
Aunque compartían bando contra los carlistas, la alternancia en el gobierno de grupos liberales moderados y progresistas no se hizo pacíficamente, sino mediante pronunciamientos militares, tras los que se realizaba la depuración de los aparatos del estado para garantizarse su fidelidad. Las tertulias de los cafés de Madrid se llenaban de cesantes, en espera de su nueva oportunidad. Algún espadón como Ramón María Narváez destacó por su saña represora. De él se cuenta que en su lecho de muerte, cuando el sacerdote le preguntó si perdonaba a sus enemigos, respondió: No tengo enemigos, padre, los he matado a todos.
Los hechos más violentos ocurrieron al final del reinado de Isabel II, con la matanza de estudiantes de la noche de San Daniel (10 de abril de 1865) y el fusilamiento de los sargentos del cuartel de San Gil (sublevados el 22 de junio de 1866).
El orden público en las ciudades pertenecía en teoría a una institución revolucionaria: la Milicia Nacional, utilizada por los progresistas como fuerza de encuadramiento de su base social entre la baja burguesía. Fue disuelta por el gobierno moderado que creará (octubre de 1844) el principal aparato de la represión social: la Guardia Civil, bajo la dirección del Duque de Ahumada. El benemérito instituto fue concebido como un cuerpo militar desplegado en todo el territorio cuya función era mantener el orden público en las zonas rurales y defender la propiedad privada que acababa también de nacer con la desamortización.

### Sexenio Democrático (1868–1874)
El sexenio democrático no significó una mejora en la calidad democrática en este aspecto, aunque sí en la pluralidad de partidos que se consienten en un arco parlamentario atomizado. El asesinato de Prim tuvo que ver seguramente con las conspiraciones para elegir el nuevo rey. Las luchas entre distintas facciones de liberales, demócratas, republicanos (dentro de éstas entre unitarios, federales y cantonalistas) y un naciente movimiento obrero, llegaron hasta las sublevaciones y los bombardeos de ciudades.

### Restauración borbónica (1875–1931)

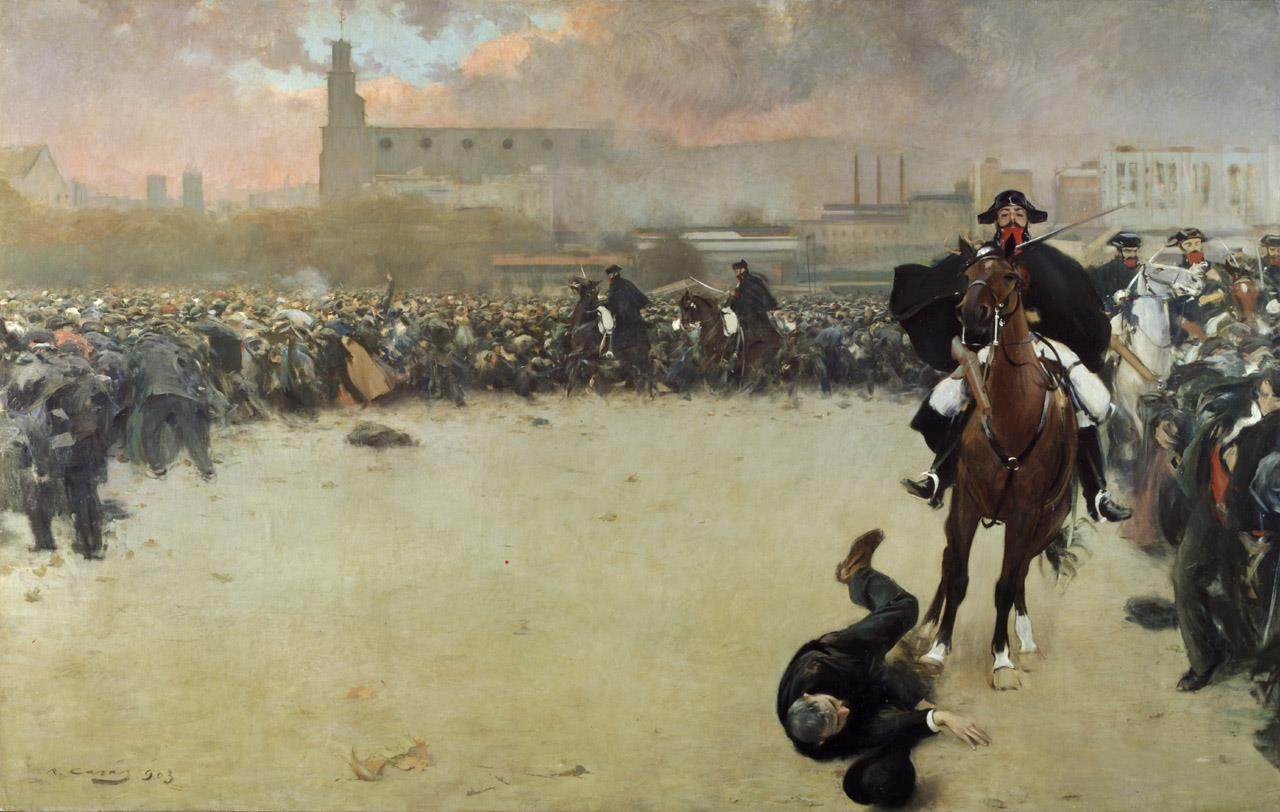
La carga de Ramón Casas (1903). La obra muestra a un Guardia Civil cargando contra la multitud durante una huelga en Barcelona.

La Restauración, que nace con el pronunciamiento de Sagunto por Martínez Campos y se asienta con la última guerra carlista inaugura un sistema político basado en la alternancia pacífica entre dos partidos dinásticos (conservador y progresista) que cierran la posibilidad de llegar al poder a ningún otro. Los grupos no dinásticos, sin estar prohibidos, quedan en la práctica fuera de la vida política, sometida a la oligarquía y el caciquismo, como definió Joaquín Costa. El movimiento obrero en las zonas industrializadas (Cataluña sobre todo) y la agitación campesina en Andalucía comenzaban a verse como una amenaza real, aunque en ocasiones convino inventárselos para exagerar su importancia y hacerlos aparecer como violentos (el caso de la Mano Negra).

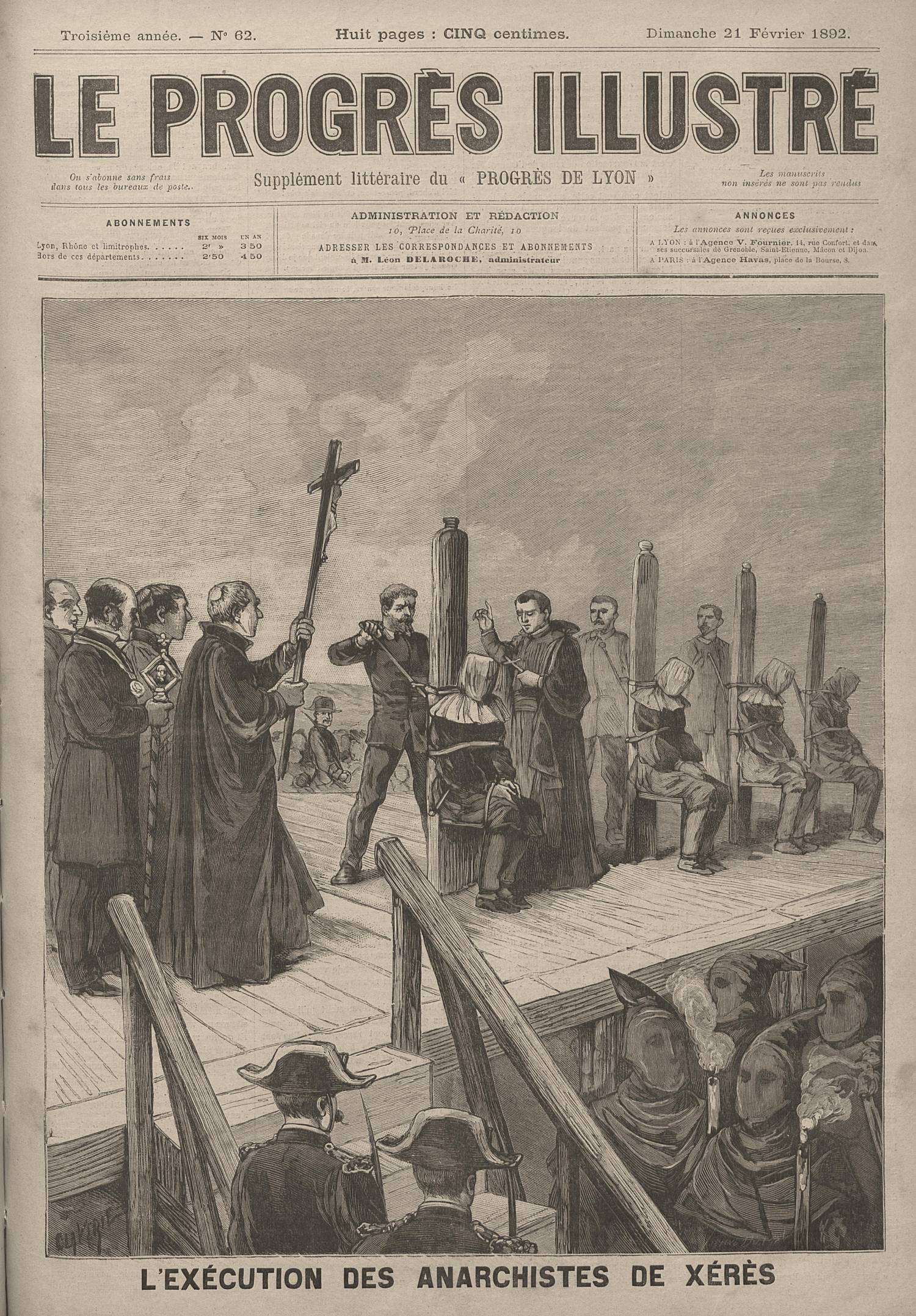
Ejecución de los condenados por la revuelta anarquista de Jerez de la Frontera de 1892. Ilustración del periódico francés Le Progrès Illustré. A raíz de estos eventos se desató una represión indiscriminada sobre las organizaciones obreras anarquistas andaluzas.

El periodo de 1898 a 1923, conocido como la Crisis de la Restauración, significó al tiempo una apertura política del sistema y un aumento de la conflictividad social, a lo que se sumaban atentados terroristas que iban desde magnicidios (Cánovas, Eduardo Dato) hasta el pistolerismo patronal y sindical de la Barcelona de los años de plomo. La Semana Trágica de Barcelona y la crisis social de 1917 fueron momentos álgidos, en que se recurrió al ejército en la represión. La represión cotidiana se cebaba en los grupos obreros socialistas y sobre todo anarquistas (simbolizados en Francisco Ferrer Guardia, acusado de vinculaciones con el atentado a Alfonso XIII y la Semana Trágica).

#### Dictadura de Primo de Rivera (1923–1930)
La Dictadura de Primo de Rivera suprimió la constitución, el parlamento y las actividades sindicales (sobre todo las anarquistas, no tanto de la UGT) y algunos intelectuales y conspiradores republicanos salieron al exilio. Su concepción política es vagamente corporativista, imitando al fascismo italiano, pero sin su aparato de encuadramiento y control social (aunque se planteó un remedo de partido único que no tuvo. Por lo demás, no hubo un grado de violencia represiva especial. Como broma, al breve periodo posterior a la salida del dictador (gobiernos presididos por el General Dámaso Berenguer y el Almirante Aznar) se le llamó Dictablanda. La Dictadura había llegado sin apenas oposición y acabó pacíficamente, consintiendo las elecciones municipales de 1931, aunque no sin previa efusión de sangre en la represión sumarísima de la sublevación de Jaca. Los capitanes republicanos fusilados, Fermín Galán y Ángel García Hernández, serán presentados como mártires de la República.

### Segunda República Española (1931–1936)

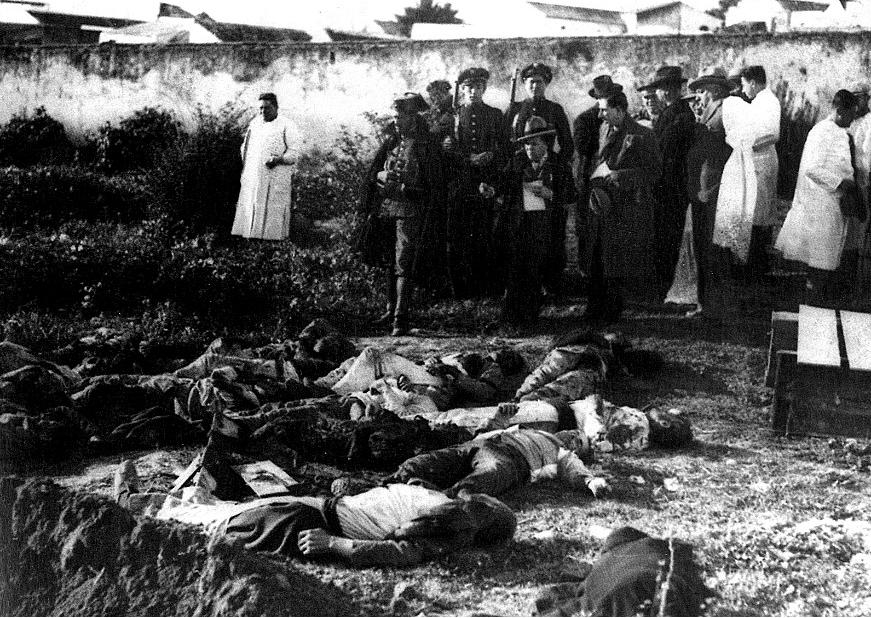
Guardias Civiles junto a los cuerpos de campesinos anarquistas asesinados durante los Sucesos de Casas Viejas, Cádiz, en enero de 1933.

La Segunda República pretende instaurar un Estado de Derecho, democrático y con compromisos sociales, como se concibe en la Europa de entreguerras y cuyo modelo es la Constitución de la república de Weimar. La Constitución de 1931 lo consigue en teoría, pero la práctica es muy diferente. Acosados desde el comienzo por la posibilidad de una rebelión militar (como la que intentó el General José Sanjurjo) y la posibilidad de una revolución social (explícitamente planteada por los anarquistas de CNT y FAI y parte de los socialistas con Largo Caballero, el Lenin español, a la cabeza), los primeros gobiernos republicanos temen dar muestras de debilidad, lo que lleva a situaciones como la de Casas Viejas en 1933, clave para la caída de Manuel Azaña.
El instrumento para el orden público del que se dota la República modificando el cuerpo de policía anterior es la llamada Guardia de Asalto, que queda muy desprestigiado ante la opinión pública por ese escándalo.

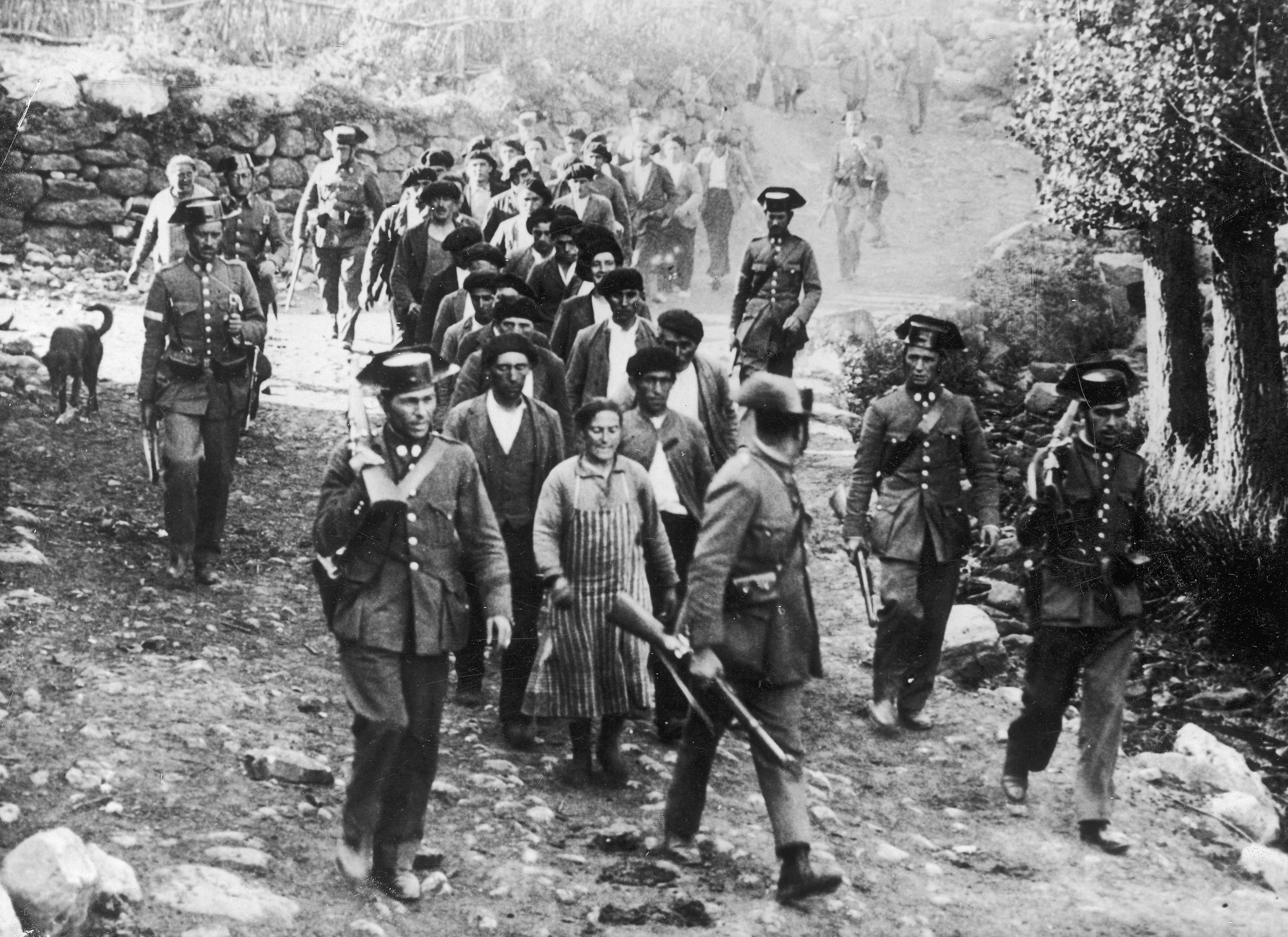
Columna de Guardias Civiles escoltando a mineros detenidos durante la Revolución de Asturias de 1934 en Brañosera (Palencia), el 8 de octubre de 1934.

Durante el bienio radical-cedista, que pone en el gobierno al Partido Radical de Alejandro Lerroux, frena los cambios sociales de la primera fase republicana, lo que produce un descontento social que se agudiza con la entrada de la CEDA en el gobierno, a quien se ve como un partido similar a los fascismos europeos, teniendo presente el ejemplo de la Austria de Dollfuss. La revolución de 1934 es fácilmente sofocada en toda España excepto en Asturias, tomada por los mineros, para cuya represión se acude sin contemplaciones al ejército de África dirigido por Francisco Franco. Los miles de encarcelados serán un argumento para el Frente Popular. Las elecciones de febrero de 1936 marcan un crescendo de violencia, atentados y enfrentamientos callejeros que acaban con los asesinatos del Teniente de la Guardia de Asalto José del Castillo Sáez de Tejada (por activistas de extrema derecha, 12 de julio) y del diputado derechista José Calvo Sotelo (por los compañeros del anterior, 13 de julio).

### Guerra Civil Española (1936–1939)

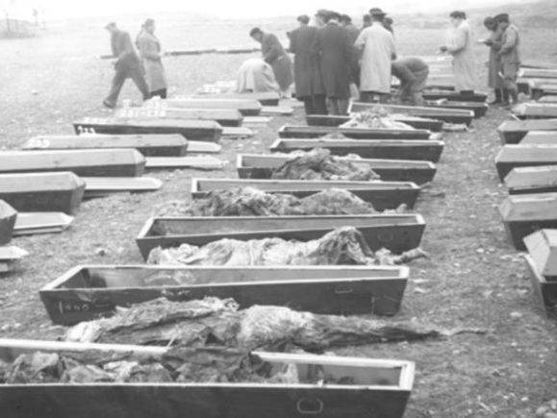
Víctimas de las matanzas en Paracuellos de Jarama, una serie de asesinatos sistemáticos perpetrados por milicianos del bando republicano durante la batalla de Madrid. Fueron ejecutadas miles de personas sospechosas de simpatizar con los sublevados, como religiosos, periodistas, abogados, militares y otros civiles de la clase media conservadora.

Durante la Guerra Civil, la represión fue violentísima en ambos bandos hacia los simpatizantes del bando contrario. En el bando republicano hacia religiosos, propietarios, empresarios y políticos de derechas, con un carácter muy descoordinado, dada la atomización de las fuerzas políticas y sociales que lo formaban y la falta de autoridad del Gobierno;  en el bando nacional hacia sindicalistas, intelectuales, masones, políticos republicanos,  de izquierdas y nacionalistas periféricos (maestrillos, mediquillos, abogadillos y demás chusma roja, se llegaba a enumerar), con una mayor coordinación y eficacia represora.

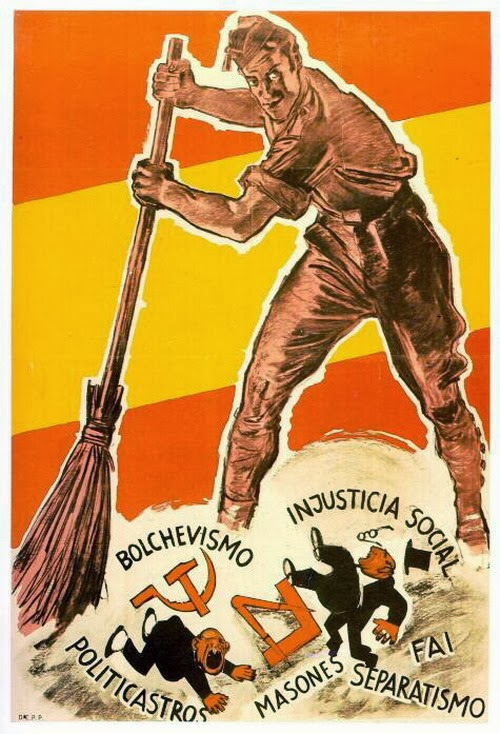
Barrer España, póster propagandístico del bando sublevado de la guerra civil española, que incita a la represión contra comunistas, anarquistas, masones, intelectuales y separatistas para "limpiar" el país.

El debate historiográfico sobre las cifras de la represión durante la guerra y la posguerra sigue vivo, y hasta en las cunetas puede encontrarse su huella. Se sigue discutiendo si hay o no que desenterrar a Federico García Lorca y muchos otros. Lo que se ha venido en llamar Recuperación de la Memoria Histórica es objeto aún en la actualidad de debates mediáticos y parlamentarios (Ley de extensión de derechos a los afectados por la Guerra Civil y la Dictadura, presentada por el Gobierno en el 2006 y aprobada por el Parlamento en el 2007).

### Dictadura de Francisco Franco (1939–1975)

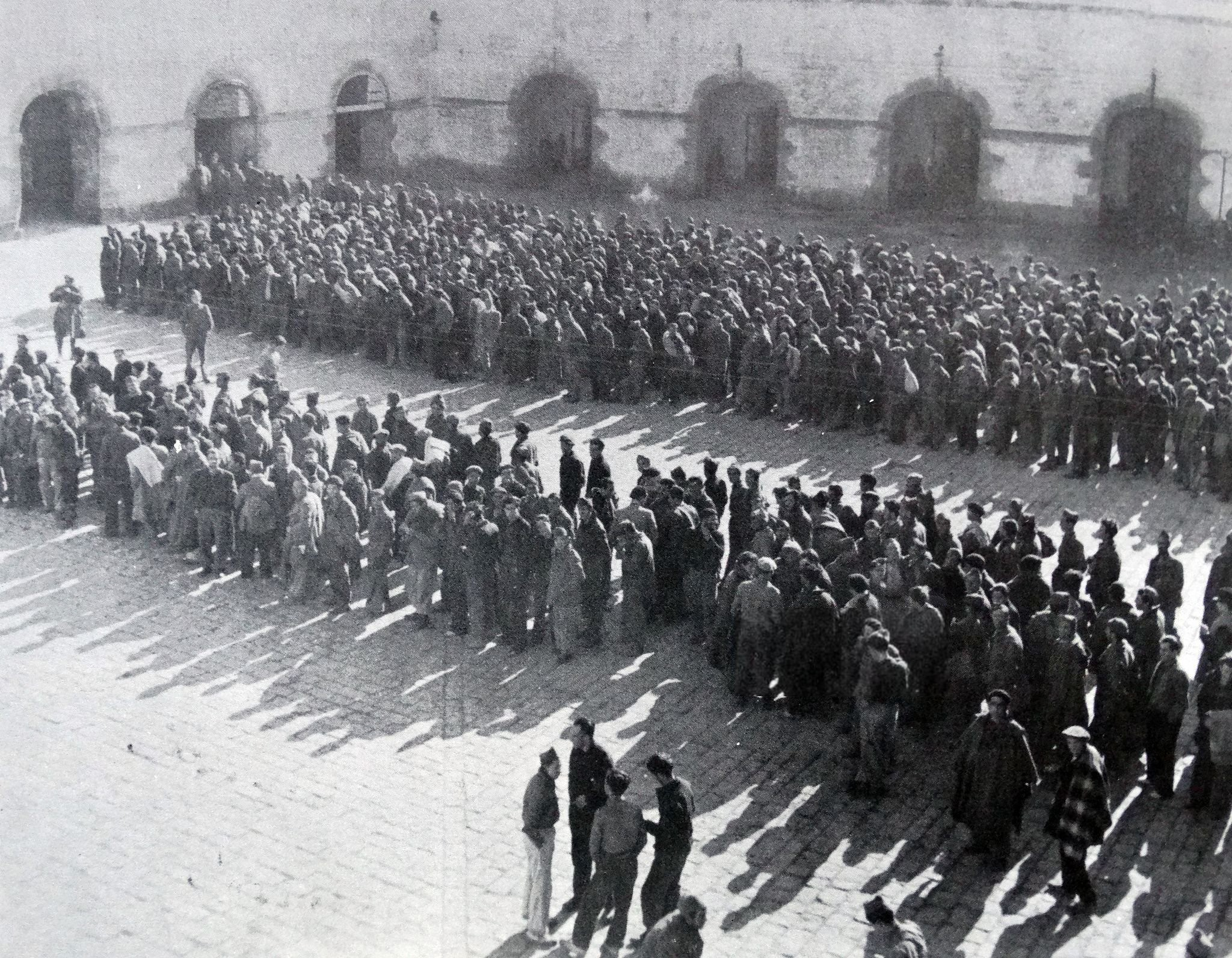
Prisioneros republicanos en el Castillo de Montjuic, Barcelona, tras la Guerra Civil Española (1939).

El estado de guerra en el bando republicano no fue declarado hasta casi perdida ésta, para evitar el protagonismo de los militares, mientras que en el bando nacional fue prolongado hasta bien entrados los años cuarenta (justificado por la Segunda Guerra Mundial y los maquis). Esa circunstancia explica que bajo el franquismo, el ejército, a través de sus unidades (entre las que puede contarse la Guardia Civil) y de los tribunales militares fue desde la guerra civil la institución encargada de la actividad represora. Los miembros encuadrados en el Movimiento Nacional (que se podía ver como una organización paramilitar) también podían dedicarse puntualmente a acciones violentas, como lo había hecho la Falange Española de la República (la de la dialéctica de los puños y de las pistolas de José Antonio Primo de Rivera) en emulación con los grupos de izquierda.
Desde 1939, durante la primera etapa del franquismo, la condición de Estado totalitario convertía cualquier actividad política fuera de FET y de las JONS o sindical fuera de la Organización Sindical Española en un acto de oposición al franquismo, y sujeta a la Ley de represión de la Masonería y el Comunismo. La Conspiración Judeo-Masónico-Comunista-Internacional era una de las obsesiones personales de Franco, que la creía responsable de todos los fracasos históricos de la nación española desde Felipe II, y desde luego, de la Guerra Civil. La solución era someter a una férrea represión a todo lo que sonara antiespañol. Campos de concentración, condenas a muerte ejecutadas o conmutadas en largas condenas de cárcel, trabajos semiesclavos, fueron la suerte de miles de republicanos capturados tras la guerra. El exilio republicano, tanto el de los que huyeron como el llamado exilio interior de los perdedores que llevaron una vida oscura en España, es la otra cara de la represión.

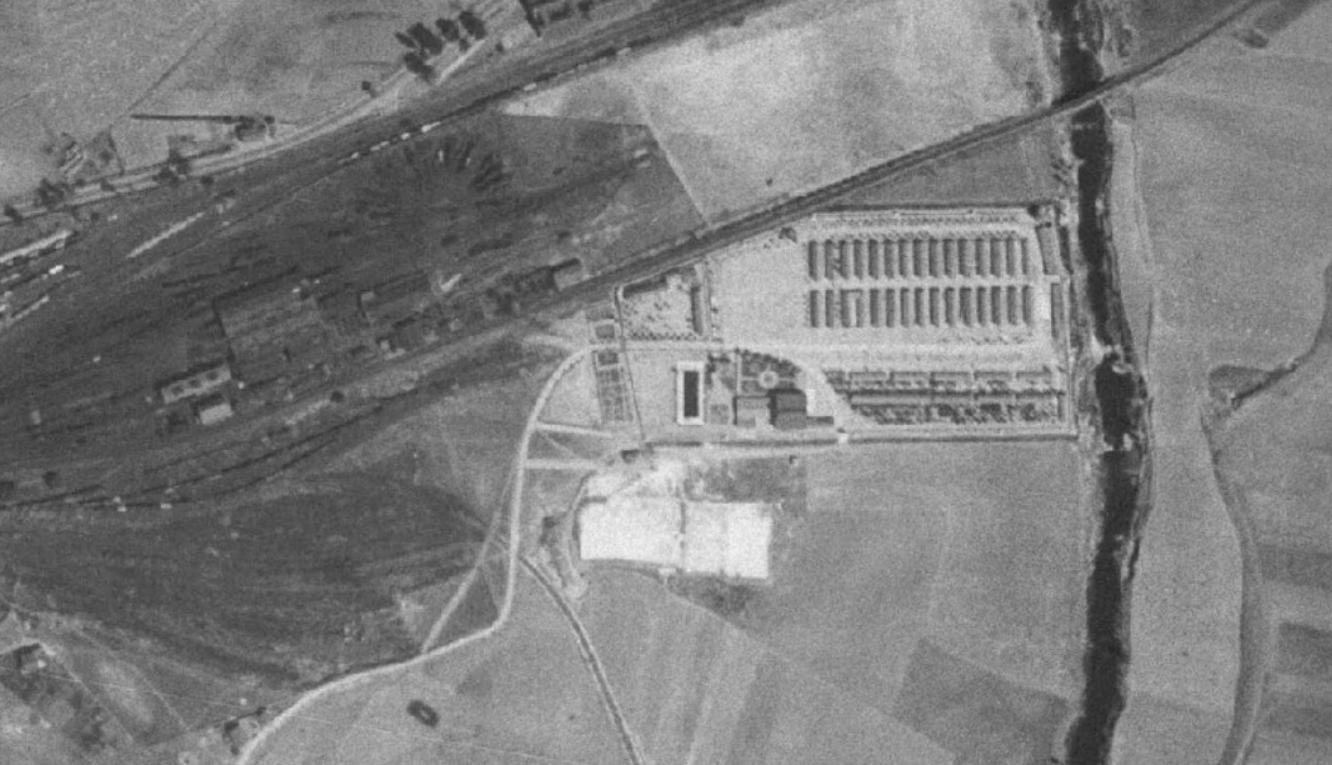
Vista aérea del campo de concentración de Miranda de Ebro (1945).

Los tribunales militares establecen jurisprudencia en la represión y todos aquellos que se opusieron a la rebelión militar de Franco eran, paradójicamente, reos del delito de rebelión militar. Con la Ley de Responsabilidades Políticas de 29 de febrero de 1939, se amplía el espectro de los delitos. Por la Ley de 2 de marzo de 1940 se crea un Tribunal Especial para la Represión de la Masonería y el Comunismo con el propósito de reprimir las organizaciones de oposición al franquismo. En 1944 se incluyen en el Código Penal otros delitos: la huelga, asociación ilegal, propaganda ilegal y reunión ilegal. Con el final de la guerra, comienza una represión que alcanzará en su apogeo miles de ejecuciones.
El asentamiento del Estado Nacional de Franco hizo que fuera necesario una institucionalización de la actividad represora, para la que se crearon específicamente dos instituciones principales: el Tribunal de Orden Público (TOP), y la Brigada Político Social. 
Los delitos políticos y sindicales que habían sido juzgados por Tribunales Militares o por jurisdicciones especiales pasaron a serlo por el Tribunal de Orden Público (TOP) desde diciembre de 1963, el cual se va a convertir en el principal instrumento represivo de la actividad sindical y política de la etapa final de la dictadura y persistiendo hasta el 4 de enero de 1977.
La Brigada Político Social, además de los servicios de inteligencia militar, formaba parte de un sistema de información y represión en encuadrada en una policía renovada como el Cuerpo General de Policía, y con la colaboración esencial de la Policía Armada (los popularmente llamados grises por el color de su uniforme y que eran los más visibles en la calle).
La Guardia Civil, cuyo papel en la proclamación de la República fue de apoyo a las nuevas autoridades (General Sanjurjo, que pasó a conspirar contra ellas tras graves incidentes protagonizados por guardias civiles), durante la sublevación militar que inició la Guerra Civil no se había destacado como un cuerpo especialmente identificado con el bando nacional (se dividió aproximadamente al 50%). Fue disuelta en el bando republicano y estuvo considerándose también la oportunidad de disolverla por Franco, aparte del hecho físico del alto número de bajas que había sufrido. No obstante, fue reivindicada en la España franquista como una de las principales señas de identidad, y completó eficazmente el esquema represivo con su tradicional despliegue territorial, siendo particularmente empleada en las acciones contra los maquis (mandato de Camilo Alonso Vega entre 1943 y 1955). Sacerdote, guardia civil y alcalde (que era a la vez jefe local del Movimiento) solían coordinarse para emitir certificados de adhesión al Movimiento Nacional, de buenas costumbres, o bien de todo lo contrario, y ejercían el control sobre la población a una escala muy detallada, sobre todo en las zonas rurales.
La suavización de la actividad represora, que se produjo con altibajos a lo largo de los cuarenta años de franquismo, no significó que las actividades de la oposición al franquismo dejaran de producir detenciones, palizas, torturas, condenas de cárcel y apartamientos de la vida pública que podían considerarse como muertes civiles. En cuanto a las de verdad, hasta los últimos consejos de ministros se siguieron dando por enterado de cada pena de muerte.

### Reinado de Juan Carlos I (1975–2014)

#### Transición a la democracia (1975–1982)

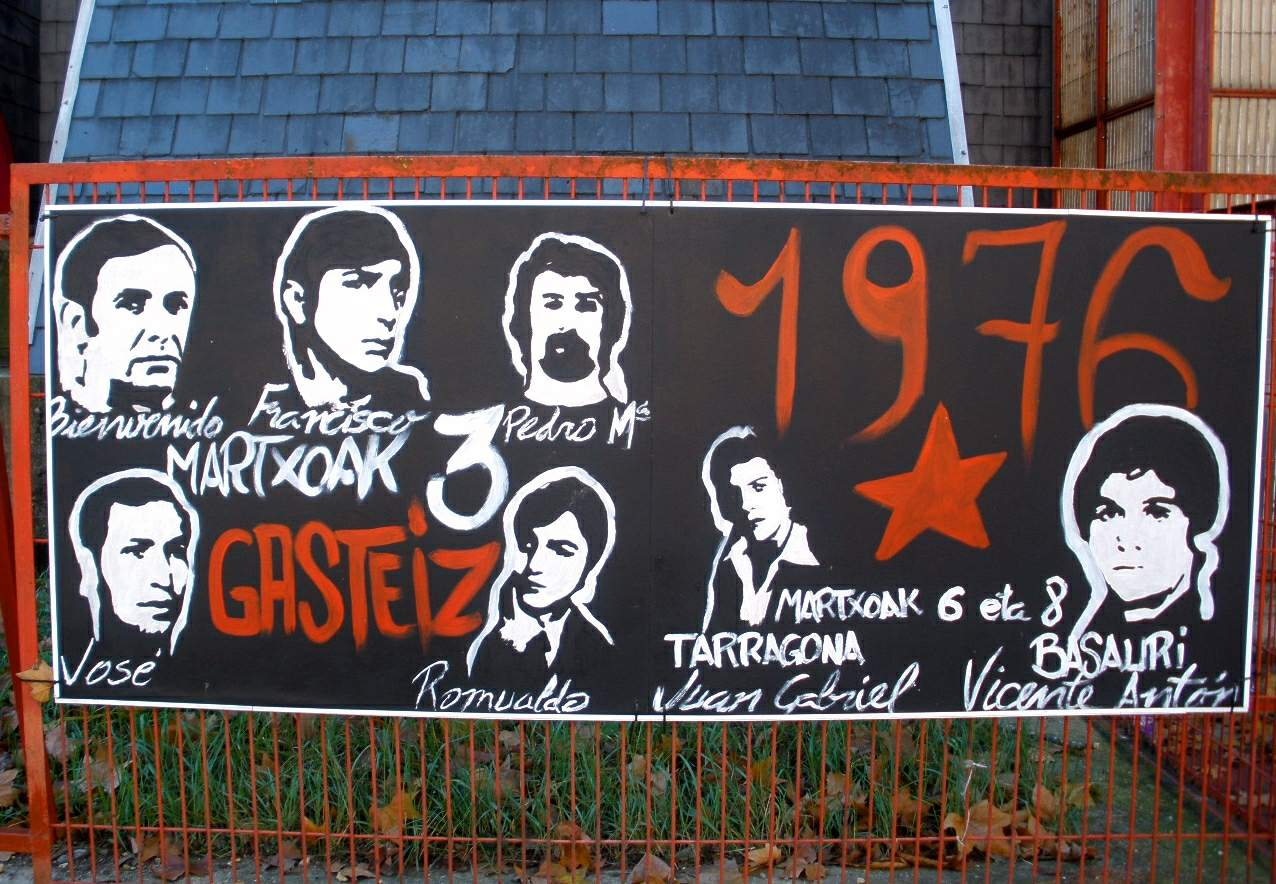
Pancarta en homenaje a los fallecidos durante la Sucesos de Vitoria (1976).

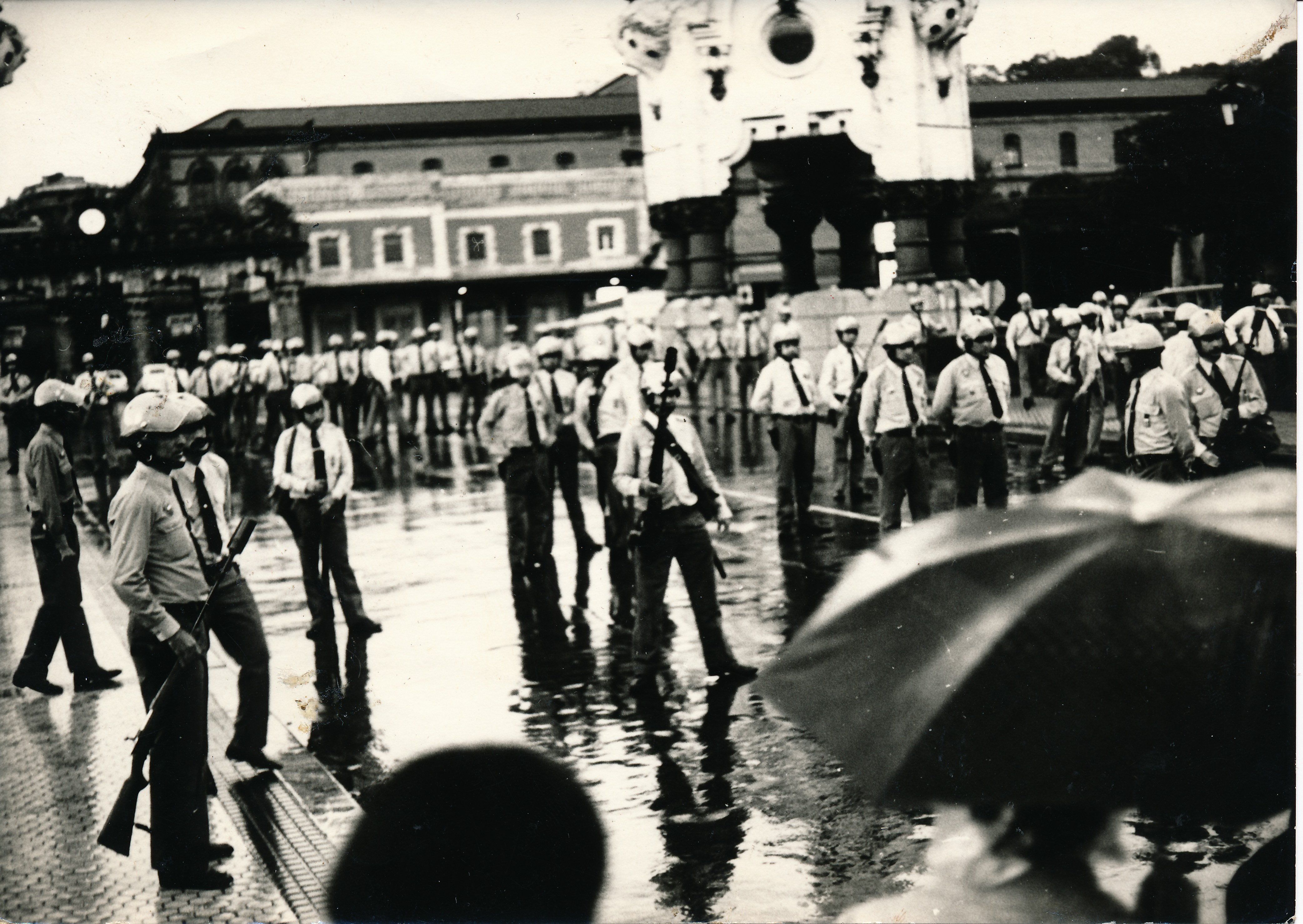
Fuerzas antidisturbios de la Policía Armada preparadas para intervenir en San Sebastián durante las protestas de mayo de 1977.

Durante la Transición española el Gobierno reprimió duramente ciertas protestas mediante la Policía Armada y la Guardia Civil. En 1976, tuvo lugar la matanza del 3 de marzo en Vitoria cuando la Policía Armada desalojó a la fuerza una asamblea de trabajadores en huelga hiriendo de bala a más de 150 personas y matando a 5 trabajadores. En el País Vasco y Navarra, las protestas por la amnistía total también fueron reprimidas: durante la semana proamnistía de mayo de 1977 provocaron siete muertos. Un año más tarde, durante los Sanfermines de 1978, una intervención de la Policía Armada dejó más de 150 heridos y un estudiante muerto.

## En la actualidad
En 2002 se promulgó la Ley de Partidos Políticos que llevó a la ilegalización Batasuna en 2003. Desde entonces se han ilegalizado en aplicación de la ley Autodeterminaziorako Bilgunea en 2003, Herritarren Zerrenda en 2004, Aukera Guztiak en 2005, Abertzale Sozialisten Batasuna en 2007, Acción Nacionalista Vasca y Partido Comunista de las Tierras Vascas en 2008, y Demokrazia Hiru Milioi y Askatasuna en 2009.
En 2007 el gobierno aprobó la Ley de Memoria Histórica, que intenta restaurar la memoria y dignidad de los represaliados. Esta incluye renombrar vías públicas con nombres franquistas, eliminación de monumentos, mapas de fosas y exhumación de cadáveres, etc.
La asociación Attac denunciaba en 2014 el uso de multas por participar en protestas como forma de impedir la expresión política mediante la coacción y el miedo. Desde 2012 se pusieron más de 1.100 multas a manifestantes por un valor total de más de 200.000€. También denunció un aumento de detenciones tras identificaciones aleatorias que en algunos casos llevan al ingreso en prisión.